# Brachythecium papillipes
Brachythecium papillipes är en bladmossart som beskrevs av Kindberg 1909. Brachythecium papillipes ingår i släktet gräsmossor, och familjen Brachytheciaceae. Inga underarter finns listade i Catalogue of Life.